# 元祖有名駅弁と全国うまいもの大会
元祖有名駅弁と全国うまいもの大会（がんそゆうめいえきべんとぜんこくうまいものたいかい）とは、京王百貨店新宿店で毎年1月上旬～中旬に行われる駅弁販売イベントである。同百貨店では最大規模の催事である。
各所で開催される『駅弁大会』の代表格であり、その規模・内容から『駅弁の甲子園』との異名をもつ。京王のイベント終了直後（毎年1月中旬〜下旬頃）に行われる阪神百貨店大阪梅田本店の同様の大会と合わせて、双璧と呼ばれることもある。九州でも同様の大会が鶴屋百貨店（熊本市）でほぼ同じ時期に行われており、百貨店駅弁イベントとして京王・阪神と肩を並ぶ存在となっている。

## 概要
1966年2月に『第一回有名駅弁と全国うまいもの大会』として開催。
企画発案者は当時の営業担当常務で、提携関係にあった髙島屋出身の井垣久次。彼は大阪店でおこなわれた日本初の駅弁大会（1953年）の発案者ともいわれている。告知ポスターは日暮修一がデザイン。
第1〜20回は駅弁の種類は30〜40種類で推移した。開催期間は当初は12日間で、第15〜20回は6日間に縮小した事もある。2025年の第60回は史上最長19日間の開催。
1985年・第20回大会が「駅弁誕生100年」にあたる事にちなんで当時の駅弁である宇都宮駅・塩にぎりめしを復刻。これが話題となった事から期間が元の12日間に戻るとともに駅弁の種類も拡大されるようになり、現在では150種類前後までに増えている。会期中でも一部は途中で入れ換えとなる。
通常、百貨店が一年で最も集客するのは福袋商戦と冬のバーゲンが重なる初売りの日（1月2日の店舗が多数）であるところ、京王百貨店新宿店においては、当イベント期間中の土・日曜日の来店客数が初売り日を上回ることもある、と言われるほど、同店にとっては正月恒例の一大目玉イベントとなっている。
メディアからも毎年注目を集めるイベントになっており、2010年にはNHKが『ワンダー×ワンダー』などで舞台裏を詳しく伝えた。

## 駅弁販売の特徴
- 製造元から直送される駅弁（輸送駅弁）の販売に加え、会場内へ駅弁屋を招き調製を実演することで場内に活気を出している。
- 近年は1つのテーマを設けての「対決」、失われた駅弁を復刻する「復刻駅弁」、ローカル線を応援する「ローカル線応援企画」の3つの柱がある。
- 各駅弁業者とも現在販売されている駅弁だけでは自ずと限界があるため、新製品が投入されることが多い。会場内で好評であればそのまま現地で販売が続行されるのが通例である。
- 一方で現地で販売実績のない弁当に無理矢理駅弁を名乗らせて出品されたり、果ては現地で全く販売実績のない架空業者の駅弁が出品されている側面もある。ファンなどの指摘を受け、疑わしい業者（催事屋）の排除を進めるとともに、大会期間中の現地販売を義務づけるようになっているが、今度は大会期間中のみ現地販売を行い大会終了後に販売を終了するという行為に走るケースも出ており、駅弁と言い難い商品の根絶には至っていない。
- 会場内で購入した駅弁をすぐ食べられるよう、休憩所が設置されている。

## うまいもの販売の特徴
- 駅弁と同様、製造元からの直送と会場内での実演を組み合わせている。
- 出品される商品は海産物加工品や菓子が中心だが、駅弁ではない弁当類もある。
- 出品商品は駅弁と違いほぼ固定化されており、完売となる商品も毎年ほぼ同じである。

## 第56回における対応
2021年（令和3年）は、新型コロナウイルス感染拡大に伴う緊急事態宣言発令のため、以下の対応が執られた。
- 終了時間を19時に前倒し。
- 一部の駅弁とうまいものについては、事前予約及びネット通販ができる。
- 輸送駅弁エリアを5階に移動し、列を分散。
- 感染拡大防止の観点から、休憩所を設置せず。
- 長い行列ができることから、551蓬莱、杉山フルーツなど一部の企業の出店を見送った。